# 배수영 (작가)
배수영은 대한민국의 텔레비전 드라마 작가이다. 

## 드라마
- 2018년 KBS2 단막극 《드라마 스페셜 - 나의 흑역사 오답노트》 ... 집필
- 2018년 KBS2 단막극 《드라마 스페셜 - 닿을 듯 말 듯》 ... 집필
- 2019년 KBS2 2부작 추석특집 드라마 《생일편지》 ... 집필
- 2019년 KBS2 단막극 《드라마 스페셜 - 때빼고 광내고》 ... 집필
- 2024년 KBS2 미니시리즈 《멱살 한번 잡힙시다》 ... 집필